# Тілесний кут

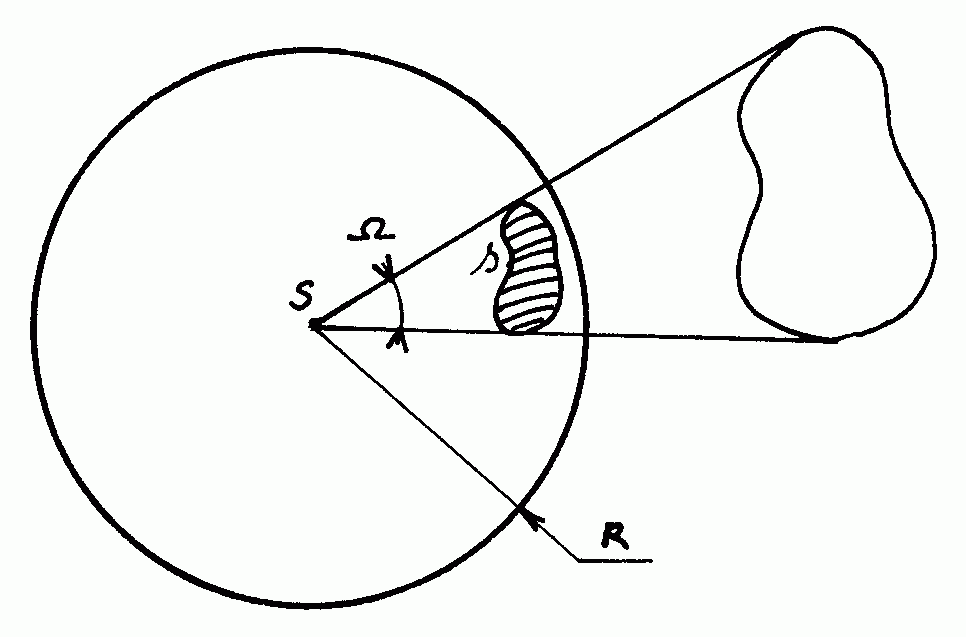

Тіле́сний ку́т або просторо́вий кут — частина простору, яка є об'єднанням усіх променів, що виходять з деякої точки (вершини кута) і перетинають деяку поверхню (яка називається поверхнею, що стягує даний тілесний кут). Окремими випадками тілесного кута є тригранні й багатогранні кути. Тілесний кут обмежує деяка конічна поверхня.
Мірою тілесного кута з вершиною в центрі сфери є відношення площі сферичної поверхні, на яку він спирається, до квадрата радіуса сфери R:
{\displaystyle \Omega ={\frac {S}{R^{2}}}.}
Одиницею вимірювання тілесного кута в SI є стерадіан, що дорівнює тілесному куту, вирізаному зі сфери радіуса {\displaystyle r}, і з площею {\displaystyle r^{2}}.
Максимальний тілесний кут цілком включає сферичну поверхню і дорівнює — {\displaystyle 4\pi }.
Стерадіан як одиниця вимірювання є досить зручною для теоретичних досліджень і проведення розрахунків, однак незручною для практичних вимірювань. Зокрема, не існує приладів, проградуйованих у стерадіанах. Тому на практиці (у світлотехніці, в астрономії) застосовують також дрібніші одиниці:
- квадратний градус (□°) = (π/180)2 ср ≈ 3,0462× 10-4 ср[6][7];
- квадратна мінута (□′)[7].